# Basilica di San Dionigi
La basilica di San Dionigi (nome originario paleocristiano basilica prophetarum) era un luogo di culto di Milano, distrutto nel Settecento per far spazio ai giardini pubblici di Porta Venezia e poi al Museo civico di storia naturale. Insieme alla basilica martyrum, alla basilica apostolorum ed alla basilica virginum, la basilica prophetarum è annoverata tra le quattro basiliche ambrosiane, ovvero quelle che per tradizione furono volute ed erette da sant'Ambrogio (339-397), vescovo di Milano. Venne quindi edificata in epoca romana tardoimperiale nel periodo in cui la città romana di Mediolanum (la moderna Milano) era capitale dell'Impero romano d'Occidente (ruolo che ricoprì dal 286 al 402) in un periodo precedente al 381. Era una delle basiliche paleocristiane di Milano.

## Storia

### Le origini

L'antica Milano romana (Mediolanum) sovrapposta alla Milano moderna. Il rettangolo più chiaro al centro, leggermente sulla destra, rappresenta la moderna piazza del Duomo, mentre il moderno Castello Sforzesco si trova in alto a sinistra, appena fuori dal tracciato delle mura romane di Milano. Al centro, indicato in rosso salmone, il foro romano di Milano, mentre in verde il quartiere del palazzo imperiale romano di Milano

Con sant'Ambrogio iniziò un programma di costruzione di basiliche dedicate alle varie categorie di santi: una basilica per i profeti (la basilica prophetarum, in seguito ridenominata basilica di San Dionigi), una per gli apostoli (la basilica apostolorum, che poi prese il nome di basilica di San Nazaro in Brolo), una per i martiri (la basilica martyrum, che divenne in seguito la basilica di Sant'Ambrogio), una per le vergini (la basilica virginum, ridenominata poi basilica di San Simpliciano). Erano infatti dedicate ciascuna ad una diversa famiglia di santi, dato che non esisteva ancora l'usanza di intitolare le chiese a un solo santo. Queste quattro basiliche sono conosciute con il nome di "basiliche ambrosiane".
Le origini della basilica di San Dionigi, nome originario paleocristiano basilica prophetarum, sono da ascrivere a sant'Ambrogio il quale, vescovo di Milano, diede ordine di recuperare la salma di un suo predecessore, san Dionigi perché potesse essere meglio onorata dai cristiani milanesi. Il vescovo Basilio di Ancira, ci dà a tal proposito un resoconto dell'operazione secondo il quale la salma del santo vescovo sarebbe giunta a Milano per essere deposta in una cappella voluta dallo stesso sant'Ambrogio e definita Sanctorum Veteris Testamenti o Sanctorum Omnium Prophetarum et Confessorum, che risalirebbe almeno al 381, anno di deposizione della salma di san Dionigi nella cappella. Nella stessa cappella, nel 475, venne posta anche la salma del vescovo armeno Aurelio, deceduto mentre era di passaggio a Milano e da quel momento la piccola cappella ebbe il titolo di Santi Dionigi e Aurelio.
Secondo l'Itinerario Salisburghese del VI secolo, sappiamo che la cappella era in grande decadenza, così pure il culto dei due santi a tal punto che nell'830 l'arcivescovo di Milano donò al vescovo di Vercelli, Nottingo, parti del corpo di sant'Aurelio, trattenendone a Milano il capo. Nell'882 l'arcivescovo Angilberto I si risolse dunque a costruire una nuova chiesa più grande per degnamente onorare il corpo di san Dionigi.

### Mappa della Milano paleocristiana

Mappa dell'antica Milano romana (Mediolanum) (secoli III-V) con indicate le mura e le porte romane di Milano, il foro romano di Milano, il teatro romano di Milano, l'anfiteatro romano di Milano, il circo romano di Milano, l'area del palazzo imperiale romano di Milano (in rosa più tenue), la zecca romana di Milano, le terme Erculee, il mausoleo imperiale di Milano, la via Porticata con l'arco trionfale, i magazzini annonari romani di Milano (lat. horrea), il porto fluviale romano di Milano, i castelli romani di Milano e le basiliche paleocristiane di Milano

### Il mausoleo della Patarìa
Durante il periodo della Pataria sappiamo che nella chiesa di San Dionigi venne sepolto Erlembaldo Cotta, campione della lotta e nel 1099 il vescovo Anselmo IV da Bovisio, da poco eletto, vi fece traslare la salma di sant'Arialdo martire già sepolta nella chiesa di San Celso. La chiesa continuava in quest'epoca ad essere officiata dai decumani  di San Dionigi che facevano parte del clero secolare dell'arcidiocesi di Milano, anche se a partire dal 1066 essi si trasferirono nella chiesa di San Bartolomeo lasciando l'officiatura delle celebrazioni liturgiche ai benedettini che ne ottennero il pieno possesso solo a partire dal 1217, anno nel quale incominciarono i lavori per costruire un monastero annesso alla chiesa.
Di fronte alla chiesa di San Dionigi sappiamo inoltre che nel 1266 si tenne un eccidio di ghibellini ordinato da Napo Torriani che fece decapitare 28 esponenti della fazione politica come rappresaglia contro l'uccisione di suo fratello Paganino, nominato da poco podestà di Vercelli.

### L'inizio della decadenza

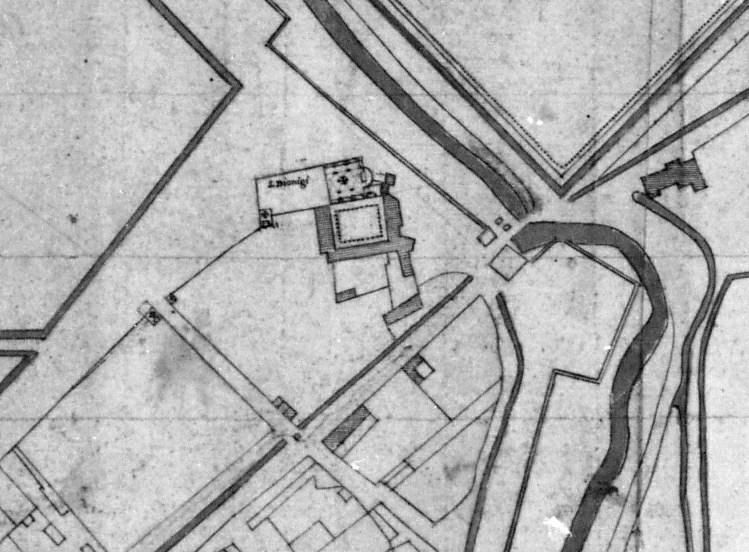
Mappa indicante la basilica di San Dionigi. L'apertura delle mura spagnole di Milano, che si trova appena a destra della basilica, è Porta Orientale, poi ridenominata Porta Venezia

Nel 1410 ai benedettini subentrarono i cassinesi che però abbandonarono il monastero attorno al 1433 e da allora ebbe inizio la decadenza della chiesa e del suo complesso. Venne infatti nominato il 13 ottobre 1478 il primo abate commendatario nella persona di Giovanni Antonio da Busseto.
Dagli atti di un processo del 1521 sappiamo che la chiesa di San Dionigi disponeva di una pianta simile a quella dell'antica basilica di Santa Tecla, con cinque navate culminanti in un altare maggiore centrale alla struttura, affiancato da due più piccoli lateralmente. Nel XVI secolo, però, la chiesa era del tutto in decadenza anche se ancora si faceva memoria che proprio di fronte ad essa re Luigi XII di Francia era risalito a cavallo dopo la vittoria di Agnadello.
Nel 1528 i lanzichenecchi discesi in Italia al seguito di Carlo V devastano la chiesa ed il monastero, sottraendo anche alcune reliquie per poi richiedere un riscatto ai benedettini i quali, rivoltisi alla curia milanese, dopo aver pagato, decidono di trasferire i preziosi resti nella cattedrale.
Nel 1533, su indicazione del nuovo abate commendatario cardinale Salviati, il monastero e la chiesa di San Dionigi vennero affidati ai Serviti i quali inaugurarono un nuovo periodo di fervore architettonico per la chiesa di San Dionigi. Nel 1535 il governatore di Milano dell'epoca, il celebre Antonio de Leyva decise, in accordo con il nuovo ordine regolare giunto a Milano, di abbattere l'antica e ormai cadente chiesa per far spazio alla costruzione dei nuovi bastioni di difesa della città.
Il progetto di costruzione della nuova chiesa (dove in seguito trovò sepoltura lo stesso Antonio de Leyva) venne affidato a Pellegrino Tibaldi, architetto di fiducia della curia milanese, il quale si preoccupò di realizzare una nuova chiesa a tre navate con otto cappelle laterali. A partire dal 1549 è sempre il Tibaldi a dare il via all'abbattimento di parte del monastero annesso alla chiesa, lasciandone in piedi il solo campanile salvo poi ricostruire la struttura conventuale più a sud. Della chiesa cinquecentesca ci restano alcuni disegni risalenti al 1573 realizzati da tale Fabriczy.

### La demolizione

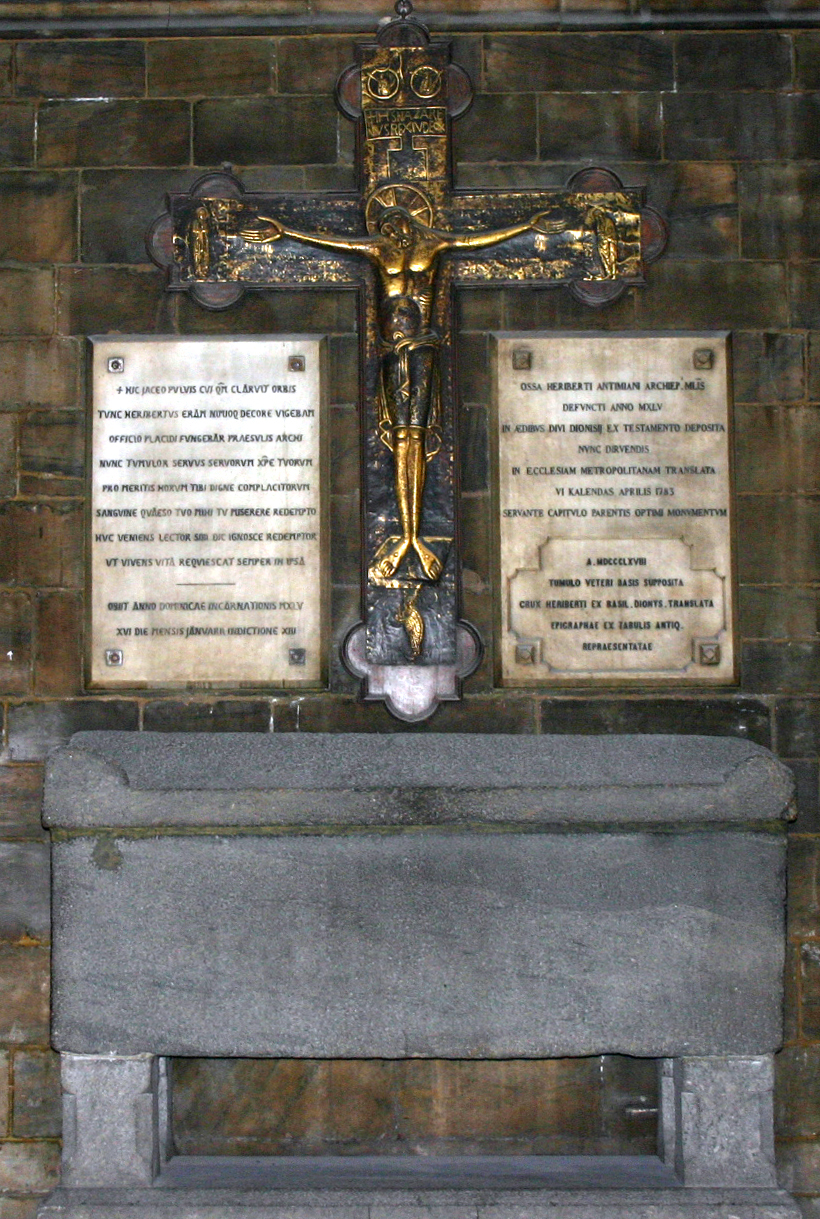
Il sarcofago di Ariberto d'Intimiano e la croce del Carroccio (oggi al duomo di Milano) un tempo conservati presso la chiesa di San Dionigi

Il governo austriaco, in accordo alle riforme giuseppiniane, dapprima soppresse nel 1782 il monastero per far spazio ai giardini pubblici di Porta Venezia e poi al Museo civico di storia naturale e poi dal 1783 anche la chiesa venne abbattuta, costringendo i serviti a trasferirsi nella chiesa di Santa Maria del Paradiso. La demolizione della chiesa, ad ogni modo, salvò alcune opere d'arte oltre alle reliquie ed al sarcofago del vescovo Ariberto d'Intimiano, il quale il 5 aprile 1783 venne trasferito in Duomo ove ancora oggi si trova abbinato all'originaria croce del Carroccio che in un primo tempo era passata alla chiesa di San Calimero e poi a quella di Santa Maria del Paradiso.

### Il ritrovamento
Ad ottobre 2017 sono stati ritrovati alcuni resti della Basilica di San Dionigi nei pressi di Porta Venezia. I resti ritrovati possono essere murature del IX secolo, facenti parte di un primo rifacimento della basilica durante il quale vennero reimpiegate anche parti della precedente chiesa.
Gli scavi proseguiranno seguendo l’andamento delle mura ritrovate. La parte più antica si può trovare sotto il terrapieno dei bastioni e quindi di difficile indagine.